# 伊奈利神社 (熊谷市肥塚)
伊奈利神社（いなりじんじゃ）は、埼玉県熊谷市の神社。

## 歴史
成就院_(熊谷市)の寺鎮守であったが、いつか肥塚村の鎮守になった。明治2年 (1869年) の神仏分離の際に現在の場所に移った。明治42年 (1909年) 1月19日、姥神社、辛神社、熊野神社、八幡神社、八坂神社、白山神社、天神社、宇賀神社、杵築神社、諏訪神社、鈿女神社、八幡神社を合祀した。その後、熊野神社は子供たちが次々に猩紅熱や疫痢に罹ったことから旧社殿に戻して祭りを行うようになった。太平洋戦争前までの春祭りは、日待のお祝いであったため、各家では塩あんびんを作って親類に配っていた。秋祭りも、境内に小屋を掛けて、荒木や皿尾の芝居を呼び、更に氏子区域の一つである新里から万作の奉納もあり、にぎやかなものであった。

## 行事
- 4月14日 春祭り
- 10月14日 秋祭り

## 交通アクセス
- 熊谷駅より徒歩32分。